# Quasiexuperius rhodesianus
Quasiexuperius rhodesianus är en fjärilsart som beskrevs av Boris Ivan Balinsky 1994. Quasiexuperius rhodesianus ingår i släktet Quasiexuperius och familjen mott. Inga underarter finns listade i Catalogue of Life.